# After the Gold Rush
Albums de Neil Young
Everybody Knows This Is Nowhere
(1969) Harvest
(1972)
After the Gold Rush (1970) est le troisième album studio de Neil Young. Il est sorti en août 1970 sur le label Reprise et a été produit par Neil Young et David Briggs avec l'aide de Kendall Pacios.
L'album alterne le rock, comme dans son album précédent Everybody Knows This Is Nowhere (1969), le folk et le country rock acoustique à la manière du supergroupe Crosby, Stills, Nash and Young (CSN & Y en abrégé).

## Présentation
La liste des musiciens qui l’accompagnent pour cet album montre bien cette combinaison des influences, avec d’une part les membres du groupe Crazy Horse qui ont joué sur Everybody Knows This is Nowhere et, d’autre part, Stephen Stills et Greg Reeves de CSN & Y.

Comme souvent chez Young, différents styles - acoustique (After the Gold Rush) et électrifié au rock strident (Southern Man) - se côtoient déjà très naturellement.
Le thème central de l'album était inspiré d'un scénario de l'acteur Dean Stockwell. Le projet de film n'a pas été financé et fut abandonné. L'histoire se passait à Topanga Canyon englouti sous l'eau après un tremblement de terre.
Les premières séances d'enregistrement aux Sunset Sound Studios de Los Angeles, seront faites lors de tournées avec Crazy Horse et avec CSN & Y, avec en particulier un concert à Fillmore East où ils partageaient l'affiche avec Steve Miller et Miles Davis.
Southern Man et quelques autres chansons ont été jouées lors des concerts avec CSN & Y. Les soirées et les après-midis pris par les concerts, Young utilise les matinées pour enregistrer la plupart des titres.
Cet album marque la première apparition dans un enregistrement du guitariste Nils Lofgren (qui avait alors 19 ans). Il est paradoxalement utilisé à contre-emploi au piano. Il fera plus tard une carrière en solo, jouera en particulier avec Bruce Springsteen et participera à d'autres albums de Young.
Southern Man dénonce l'esprit du vieux sud américain, il enfoncera le clou avec Alabama sur l'album suivant Harvest ce qui provoquera une réponse de Lynyrd Skynyrd en 1974 avec Sweet Home Alabama.
La chanson After the Gold Rush évoque la fuite en vaisseau spatial après que l'humanité a épuisé toutes les ressources de la planète. Il s'agit de l'un des premiers manifestes écologiques.
Une tournée acoustique avec des concerts en particulier au Carnegie Hall et au Royal Festival Hall suivra la sortie de l'album.
Le succès de l'album permettra à Young d'acquérir un ranch de 70 hectares, qu'il appellera Broken Arrow (flèche brisée, symbole de paix chez les indiens), dans la région de San Francisco.

## Réception
After the Gold Rush sera bien placé dans les charts (8e aux États-Unis, Billboard) bénéficiant de l'aura de CSN & Y, après la sortie six mois avant, de l'album Déjà vu. La véritable renommée de l’album se fera sur le tard, Neil Young incluant toujours plusieurs des chansons de cet album dans ses concerts ou ceux de CSN & Y, comme Southern Man, Don't Let It Bring You Down et After the Gold Rush.
En 1999, Everlast reprend la valse Only Love Can Break Your Heart pour la musique de film Big Daddy.
L'album est placé en 74e position du classement des 500 plus grands albums de tous les temps par le magazine Rolling Stone. Il est également cité dans l'ouvrage de référence de Robert Dimery Les 1001 albums qu'il faut avoir écoutés dans sa vie et dans un très grand nombre d'autres listes.
En 2014, l'album reçoit le Grammy Hall of Fame Award.

## Liste des titres
Toutes les chansons ont été écrites par Neil Young, à l’exception de Oh, Lonesome Me par Don Gibson.
| 1. | Tell Me Why (en)               | Neil Young - guitare, chant Nils Lofgren - guitare, chœurs Ralph Molina - chœurs                                                              | 2:54 |
| 2. | After the Gold Rush (en)       | Young - piano, chant Bill Peterson - bugle | 3:45 |
| 3. | Only Love Can Break Your Heart | Young - guitare, chœurs Danny Whitten - guitare, chœurs Lofgren - piano Greg Reeves - basse Molina - batterie, chœurs Stephen Stills - chœurs | 3:05 |
| 4. | Southern Man (en)              | Young - guitare, chant Lofgren - piano, chœurs Reeves - basse Molina - batterie, chœurs Whitten - chœurs                                      | 5:31 |
| 5. | Till the Morning Comes         | Young - piano, chant Whitten - guitare, chœurs Reeves - basse Molina - batterie, chœurs Stills - chœurs Peterson - bugle                      | 1:17 |

| 6.  | Oh, Lonesome Me (en)                  | Young - guitare, piano, harmonica, chant Whitten - guitare, chœurs Billy Talbot - basse Molina - batterie, chœurs | 3:47 |
| 7.  | Don't Let It Bring You Down (en)      | Young - guitare, chant Lofgren - piano Reeves - basse Molina - batterie                                           | 2:56 |
| 8.  | Birds                                 | Young - piano, chant Whitten - chœurs Molina - chœurs                                                             | 2:34 |
| 9.  | When You Dance I Can Really Love (en) | Young - guitar, chant Whitten - guitare, chœurs Jack Nitzsche - piano Talbot - basse Molina - batterie            | 4:05 |
| 10. | I Believe in You (en)                 | Young - guitare, piano, vibraphone, chant Whitten - guitare, chœurs Talbot - basse Molina - batterie, chant       | 3:24 |
| 11. | Cripple Creek Ferry                   | Young - piano, chant Whitten - guitare, chœurs Reeves - basse Molina - batterie, chœurs                           | 1:34 |

| 1. | Wonderin' (Outtake) | Neil Young - guitare, vibraphone, chant Danny Whitten - guitare acoustique, chœurs Billy Talbot - basse Ralph Molina - batterie, chœurs        | 1:55 |
| 2. | Wonderin' (Outtake) | Neil Young - guitare, piano, vibraphone, chant Danny Whitten - guitare acoustique, chœurs Billy Talbot - basse Ralph Molina - batterie, chœurs | 2:12 |

## Musiciens
- Neil Young - chant, guitare, harmonica, piano, vibraphone
  - Danny Whitten - guitare, chœurs
  - Nils Lofgren - guitare, piano, chœurs
  - Jack Nitzsche - piano
  - Greg Reeves, Billy Talbot - basse
  - Ralph Molina - batterie, chœurs
  - Stephen Stills - chœurs
  - Bill Peterson - bugle

## Production
- David Briggs - Producteur
- Neil Young - Producteur
- Kendall Pacios - Producteur
- Elliot Roberts & Lookout Management - Direction
- Gary Burden - Direction artistique
- Joel Bernstein - Photographie

## Singles
| Sortie            | Single                                                        | Chart             | Durée du classement | Meilleure position | Date             |
| ----------------- | ------------------------------------------------------------- | ----------------- | ------------------- | ------------------ | ---------------- |
| 19 septembre 1970 | Only Love Can Break Your Heart - Face B: Birds                | (Hot 100)         | 12 semaines         | 33e                | 12 décembre 1970 |
| 19 septembre 1970 | Only Love Can Break Your Heart - Face B: Birds                | (RPM Top Singles) | 11 semaines         | 16e                | 26 décembre 1970 |
| 19 septembre 1970 | Only Love Can Break Your Heart - Face B: Birds                | (Single Top 100)  | 4 semaines          | 19e                | 12 décembre 1970 |
| février 1971      | Oh Lonesome Me - Face B: I've Been Waiting for You            | (RPM Top Singles) | 5 semaines          | 58e                | 27 février 1971  |
| février 1971      | Oh Lonesome Me - Face B: I've Been Waiting for You            | (Single Top 100)  | 2 semaines          | 28e                | 18 juillet 1970  |
| mars 1971         | When You Dance I Can Really Love - Face B: After the Goldrush | (Hot 100)         | 1 semaine           | 93e                | 10 avril 1971    |
| mars 1971         | When You Dance I Can Really Love - Face B: After the Goldrush | (RPM Top Singles) | 9 semaines          | 54e                | 24 avril 1971    |

## Charts & certifications
Charts
| Pays                            | Durée du classement | Meilleur classement | Date             |
| ------------------------------- | ------------------- | ------------------- | ---------------- |
| Australie (Go Set album charts) | 2 semaines          | 10e                 | 6 février 1971   |
| Canada (RPM)                    | 38 semaines         | 5e                  | 24 octobre 1970  |
| États-Unis (Billboard 200)      | 66 semaines         | 8e                  | 17 octobre 1970  |
| Norvège (VG-lista)              | 7 semaines          | 17e                 | 8 février 1971   |
| Pays-Bas (MegaCharts)           | 20 semaines         | 1er                 | 21 novembre 1970 |
| Royaume-Uni (UK Albums Chart)   | 66 semaines         | 7e                  | 10 janvier 1971  |

Certifications
| Pays        | Certification | Ventes      | Date             |
| ----------- | ------------- | ----------- | ---------------- |
| États-Unis  | 2 × Platine   | 2 000 000 + | 13 octobre 1986  |
| Royaume-Uni | 2 × Platine   | 600 000 +   | 12 novembre 2004 |